# Tropfenphänomen

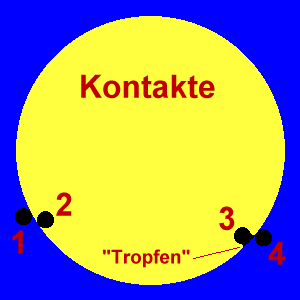
Schema der vier Kontakte und des Tropfenphänomens

Das Tropfenphänomen oder Schwarzer Tropfen (englisch black drop effect) ist ein optisches Phänomen während eines Merkur- oder Venustransits. Kurz nach dem zweiten sowie kurz vor dem dritten Kontakt während eines Transits erscheint ein schmaler schwarzer „Tränentropfen“, der die Scheibe des Planeten mit dem Rand der Sonnenscheibe zu verbinden scheint.
Diese Erscheinung machte es den Astronomen im 18. und 19. Jahrhundert unmöglich, die genaue Zeit des zweiten oder dritten Venus-Kontaktes zu bestimmen, wodurch sich die daraus ermittelte Entfernung Erde–Sonne um einige Promille zu klein ergab.
Damals wurde dieses Phänomen als Nachweis der dichten und dicken Atmosphäre des Planeten Venus angesehen. Bessel und Argelander konnten bereits 1832 zeigen, dass auch der atmosphärefreie Merkur diese Erscheinung liefern kann und dass deren Auftreten instrumentenabhängig ist. Heute ist bekannt, dass der Effekt durch das begrenzte optische Auflösungsvermögen der eingesetzten Teleskope hervorgerufen wird: Aufgrund der Welleneigenschaften des Lichtes besitzt jedes Teleskop ein begrenztes Auflösungsvermögen. Je größer die Objektivöffnung eines Teleskops ist, umso besser ist sein Auflösungsvermögen und umso besser können Details abgebildet werden. Entfernt sich die Venus während des zweiten Kontaktes vom Sonnenrand, kann – je nach Auflösungsvermögen – nicht unterschieden werden, ob ein Detail zur Venus oder zum dunklen Sonnenrand gehört. Es bildet sich eine Art dunkle Brücke aus – der Tropfen. Das Gleiche geschieht, wenn sich die Venus während des dritten Kontaktes dem Sonnenrand wieder nähert.
Beobachtungen des Venustransits vom 8. Juni 2004 zeigten, dass in Teleskopen mit großer Objektivöffnung und guter Optik der Tropfeneffekt kaum auftrat, während er in kleineren Geräten deutlich ausgeprägt war. Der Effekt konnte auch bei den Transiten des atmosphärenlosen Merkur in den Jahren 1999 und 2003 nachgewiesen werden.
Das Phänomen existiert unabhängig vom Durchblick durch Instrumente; es genügt beispielsweise, zwei Schatten einander zu nähern: Kurz vor der Berührung „beult“ sich der Schatten aus. Ein vergleichbares Phänomen ist bei Abbildungsfehlern oder bei falscher Entfernungseinstellung zu beobachten, wenn beispielsweise Daumen und Zeigefinger vor einem hellen Hintergrund angenähert werden und bereits kurz vor der tatsächlichen Berührung der Zwischenraum dunkel wird.

Zwei schwarze Objekte vor weißem Hintergrund
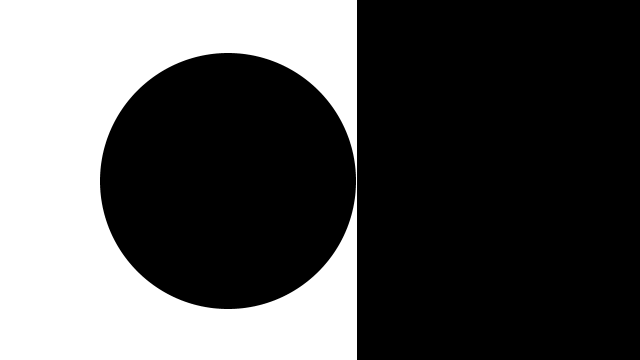
Ein schwarzer Kreis an einer nicht berührten schwarzen Kante bei einer rein geometrischen Abbildung.
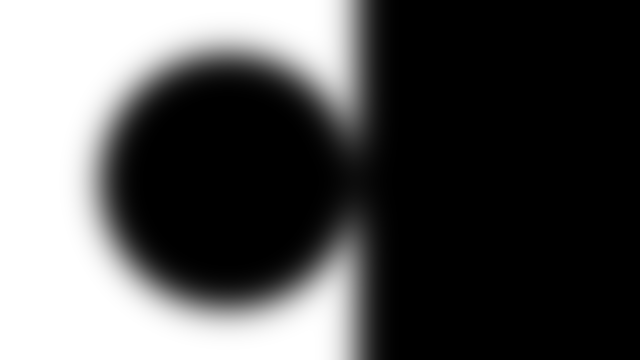
Tropfenphänomen im Bereich des Scheitels eines schwarzen Kreises an einer nicht berührten schwarzen Kante bei beugungsbegrenzter optischer Abbildung.